# Matthew Tindal
Matthew Tindal (Beer Ferrers, 1656 – Oxford, 16 agosto 1733) è stato un filosofo inglese e uno dei più importanti rappresentanti dell'illuminismo inglese.

## La vita e il pensiero
Compì gli studi in giurisprudenza a Oxford nel 1678. Si convertì al cattolicesimo nel 1685 e tornò all'anglicanesimo nel 1688. Sostenitore del giusnaturalismo  e polemico anticlericale  aderì, nell'ambito dell'Illuminismo inglese, alle tesi del deismo trattandone nella suo libro più importante: Cristianesimo antico come la creazione (1730) considerato la "Bibbia del deismo" . Il manoscritto del secondo volume dell'opera rimasto inedito alla morte di Tindal fu bruciato da un vescovo.
Sebbene incompleto il libro fu oggetto di accese discussioni e tradotto in tedesco nel 1741 diffuse le teorie deiste anche in Germania.
Nell'opera Tindal afferma che la ragione universale è il fondamento essenziale della morale e della religione naturale basata sulla esistenza di un Dio creatore razionale. Il cristianesimo è antico quanto la creazione e può essere considerato come una "ripubblicazione" della religione naturale. Le religioni rivelate, ad opera soprattutto della casta sacerdotale, hanno costruito artificiosamente su questa antichissima credenza naturale un complesso edificio irrazionale di mistificazioni mitologiche.
Da queste imposture si salvava il Cristianesimo primitivo che coincideva con la religione naturale ma, la sovrapposizione delle mistificazioni bibliche, come quella del peccato originale, e la dogmatica e la liturgia della Chiesa, ne hanno alterato la naturale verità che tuttavia sarà restaurata dalla vittoria del libero pensiero sulle gerarchie religiose.
È citato, insieme con Shaftesbury e Hobbes, dallo scrittore scozzese Tobias Smollet, nel romanzo "le avventure di Roderick Random", come autore di libri "notevoli per la loro deviazione dal vecchio modo di pensare".

## Opere
- Essay of Obedience to the Supreme Powers (1694) ;
- Essay on the Power of the Magistrate and the Rights of Mankind in Matters of Religion (1697) ;
- The Liberty of the Press (1698) ;
- The Rights of the Christian Church associated against the Romish and all other priests who claim an independent power over it [5];
- Christianity as old as the creation, or the gospel a republication of the religion of nature (1730).